# TT119
TT119 (Theban Tomb 119) è la sigla che identifica una delle Tombe dei Nobili ubicate nell’area della cosiddetta Necropoli Tebana, sulla sponda occidentale del Nilo dinanzi alla città di Luxor, in Egitto. Destinata a sepolture di nobili e funzionari connessi alle case regnanti, specie del Nuovo Regno, l'area venne sfruttata, come necropoli, fin dall'Antico Regno e, successivamente, sino al periodo Saitico (con la XXVI dinastia) e Tolemaico.

## Titolare
TT119 era la tomba di:
| Titolare    | Titolo | Necropoli           | Dinastia/Periodo                                                | Note                                          |
| ----------- | ------ | ------------------- | --------------------------------------------------------------- | --------------------------------------------- |
| sconosciuto |        | Sheikh Abd el-Qurna | XVIII dinastia (periodo compreso tra Hatshepsut e Thutmosi III) | versante est della collina; a nord della TT83 |

## Biografia
Nessun dato è ricavabile.

## La tomba
Risalente verosimilmente al Medio Regno e realizzata per un occupante sconosciuto, venne poi riutilizzata nel Nuovo Regno, ma l'occupante è ugualmente non noto. La TT119 si sviluppa planimetricamente con un lungo corridoio che adduce a una sala pressoché quadrata, con soffitto retto da quattro pilastri. Sono leggibili soltanto un dipinto parietale che rappresenta tributari siriani e Keftiu che recano prodotti, compreso un orice, un toro gobbo, e lingotti di metallo, nonché vasi e travi di ebano provenienti dalla Siria.

### Annotazioni
1. ↑  La prima numerazione delle tombe, dalla numero 1 alla 253, risale al 1913 con l’edizione del "Topographical Catalogue of the Private Tombs of Thebes" di Alan Gardiner e Arthur Weigall. Le tombe erano numerate in ordine di scoperta e non geografico; ugualmente in ordine cronologico di scoperta sono le tombe dalla 253 in poi.
2. ↑  I campi della Duat, ovvero l'aldilà egizio, si trovavano, secondo le credenze, proprio sulla riva occidentale del grande fiume.
3. ↑  Nella sua epoca di utilizzo, l'area era nota come "Quella di fronte al suo Signore" (con riferimento alla riva orientale, dove si trovavano le strutture dei Palazzi di residenza dei re e i templi dei principali dei) o, più semplicemente, "Occidente di Tebe".
4. ↑  le Tombe dei Nobili, benché raggruppate in un'unica area, sono di fatto distribuite su più necropoli distinte.
5. ↑  Le note, sovente di inquadramento topografico della tomba, sono tratte dal "Topographical Catalogue" di Gardiner e Weigall, ed. 1913 e fanno perciò riferimento alla situazione dell'epoca.

### Fonti
1. ↑  Gardiner e Weigall 1913.
2. ↑  Donadoni 1999,  p. 115.
3. ↑  Gardiner e Weigall 1913, pp. 26-27.
4. 1 2  Porter e Moss 1927,  p. 234.